# Nationalkaraktär
Nationalkaraktär är en generaliserad bild av den kollektiva uppsättning värderingar, vanor och personlighetsdrag som anses gemensamma för en viss nationalitet. Begreppet kan omfatta såväl positiva som negativa drag, och kan variera beroende på om det tolkas av individer inom nationaliteten eller utanför den. Det omfattar ofta vanligt förekommande nationella stereotyper, som till exempel att skottar är snåla, tyskar är praktiska och effektiva eller att irländare är alkoholister. Det kan även omfatta mer eller mindre rasistiska fördomar. Nationalkaraktärer anses idag inte vara ett vetenskapligt gångbart begrepp, även om det tidigare under 1900-talet varit det. Det har en nära idéhistorisk koppling till raslära och nationalism.